# Varashátú galambgomba
A varashátú galambgomba (Russula virescens) az Agaricomycetes osztályának galambgomba-alkatúak (Russulales) rendjébe, ezen belül a galambgombafélék (Russulaceae) családjába tartozó, ehető faj. Régóta ismert gomba, a magyarok között fogyasztásának nagy hagyománya volt, a Clusius-kódexben waras galambicza néven jelenik meg.

## Megjelenése
Nagyra növő gomba, de hamar kukacosodik, ezért rendszerint csak a fiatal példányokat lehet megenni. Rendszerint egyesével terem, főként lomberdőkben, de fenyőerdőben is előbukkanhat. Kalapja a zöld különböző árnyalatait viselheti magán, gyakran rücskökkel borított, innen kapta a "varas" elnevezést. Kalapjának jellemző átmérője 4–12 cm.
Lemezei krémszínűek, tönkhöz nőttek, könnyen morzsolódnak. Tönkje fehér, oszlopszerű, pattanva törő, íze nyersen a dióra emlékeztet.
Spórája 7-9 x 5.5-7 µm méretű, szélesen elliptikus, vagy ovális alakú. A spórák felszínén 0.5µm méretű szemölcsöktalálhatók, amik között előfordulhatnak vékony vonalak.
Spórapora krémszínű.

## Élettani hatásai
Nem csak jó ízű, de antioxidáns és antimikrobiális tulajdonságokkal is bír. A hagyományos kínai gyógyászatban ősidők óta használják májbetegségek és szemproblémák kezelésére.
Fehérjében, foszforban és kalciumban gazdag.

## Összetéveszthetősége
Nagyon figyelmetlen gombagyűjtő esetleg a halálosan mérgező gyilkos galócát (Amanita phalloides) szedheti le helyette, amely azonban karcsú megjelenésű, tönkjén gallér van, és bocskorban végződik. Emellett még összetéveszthető néhány hozzá hasonló, de szintén ehető galambgomba fajjal, mint például a fűzöld galambgomba (Russula aeruginea).